# Exocentrus conjugatofasciatus
Exocentrus conjugatofasciatus är en skalbaggsart som beskrevs av Cherepanov 1973. Exocentrus conjugatofasciatus ingår i släktet Exocentrus och familjen långhorningar. Inga underarter finns listade i Catalogue of Life.